# La Joyeuse Revenante
Pour plus de détails, voir Fiche technique et Distribution.
La Joyeuse Revenante (titre original : Hello Again) est un film américain réalisé par Frank Perry et sorti en 1987 .

## Synopsis
Lucy Chadman vit heureuse dans son rôle d'épouse, de mère et de femme au foyer. Affectueuse, intelligente et drôle, elle adore son mari, Jason, un chirurgien esthétique promis à un brillant avenir. Mais est-elle vraiment l'épouse qui convient à ses ambitions ? Elle est d'une incurable maladresse, et sa sœur, Zelda, passionnée d'occultisme et excentrique à souhait, fait fuir toute la bonne société new-yorkaise susceptible d'aider Jason dans sa carrière. Un jour, Lucy s'étouffe en avalant une boulette de viande, et trépasse. Les mois s'écoulent. La vie reprend son cours, et Jason s'est remarié avec Kim, une ancienne amie de Lucy. Seule Zelda reste inconsolable et décide de ramener Lucy d'entre les morts à la grande surprise de Jason et de son entourage...

## Fiche technique
- Titre original : Hello Again
- Réalisation : Frank Perry
- Scénario : Susan Isaacs
- Distribution : Buena Vista Entertainment
- Production : Touchstone Pictures - Silver Screen Partners III - Frank Perry production
- Producteur exécutif : Salah M. Hassanein
- Directeur de la photographie : Jan Weincke
- Décors : Edward Pisoni
- Montage : Peter C. Frank (de) et Trudy Ship
- Coproducteur : G. Mac Brown et Martin Mickelson
- Costumes : Ruth Morley
- Musique : William Goldstein
- Casting : Donna Isaacson, C.S.A. et John Lyons,C.S.A.
- Genre : comédie fantastique
- Durée : 92 minutes
- Sortie aux  États-Unis le 6 novembre 1987, en  France le 15 juin 1988
- Source : VHS

## Distribution
- Shelley Long : Lucy Chadman
- Judith Ivey : Zelda
- Gabriel Byrne (VF : Pascal Renwick) : Dr Scanlon
- Corbin Bernsen : Jason Chadman
- Sela Ward : Kim Chadman
- Austin Pendleton : Junior
- Carrie Nye : Regina Holt
- Robert Lewis : Phineas Devereux
- Madeleine Potter : Felicity
- Thor Fields : Danny
- John Cunningham : Bruce Holt
- I.M. Dobson : maître d'hôtel
- Mary Fogarty : la bonne